# Euploea siderea
Euploea siderea är en fjärilsart som beskrevs av Moore 1883. Euploea siderea ingår i släktet Euploea och familjen praktfjärilar. Inga underarter finns listade i Catalogue of Life.